# Oracle Team USA
Oracle Team USA – précédemment BMW Oracle Racing et Oracle Racing – est un syndicat américain participant à la Coupe de l'America. Son fondateur est Larry Ellison, qui fit fortune avec le système de base de données Oracle. Le syndicat a remporté les coupes de l'America 2010 avec BMW Oracle - USA 17 et 2013 avec Oracle Team USA - 17, sous les couleurs du Golden Gate Yacht Club.

## Historique
Le syndicat est fondé le 11 août 2000 par Larry Ellison, en rachetant les actifs du syndicat AmericaOne de Paul Cayard, finaliste de la Coupe Louis-Vuitton 2000 face à Luna Rossa. Outre le marin américain, Ellison recrute le néo-zélandais Chris Dickson et Peter Holmberg. 
Lors de la Coupe Louis-Vuitton 2003, tous trois se succèdent à la barre des Class America USA 71 et USA 76, dessinés par Bruce Farr. Oracle est battu en finale 5-1 par Alinghi, futur vainqueur de la Coupe de l'America.

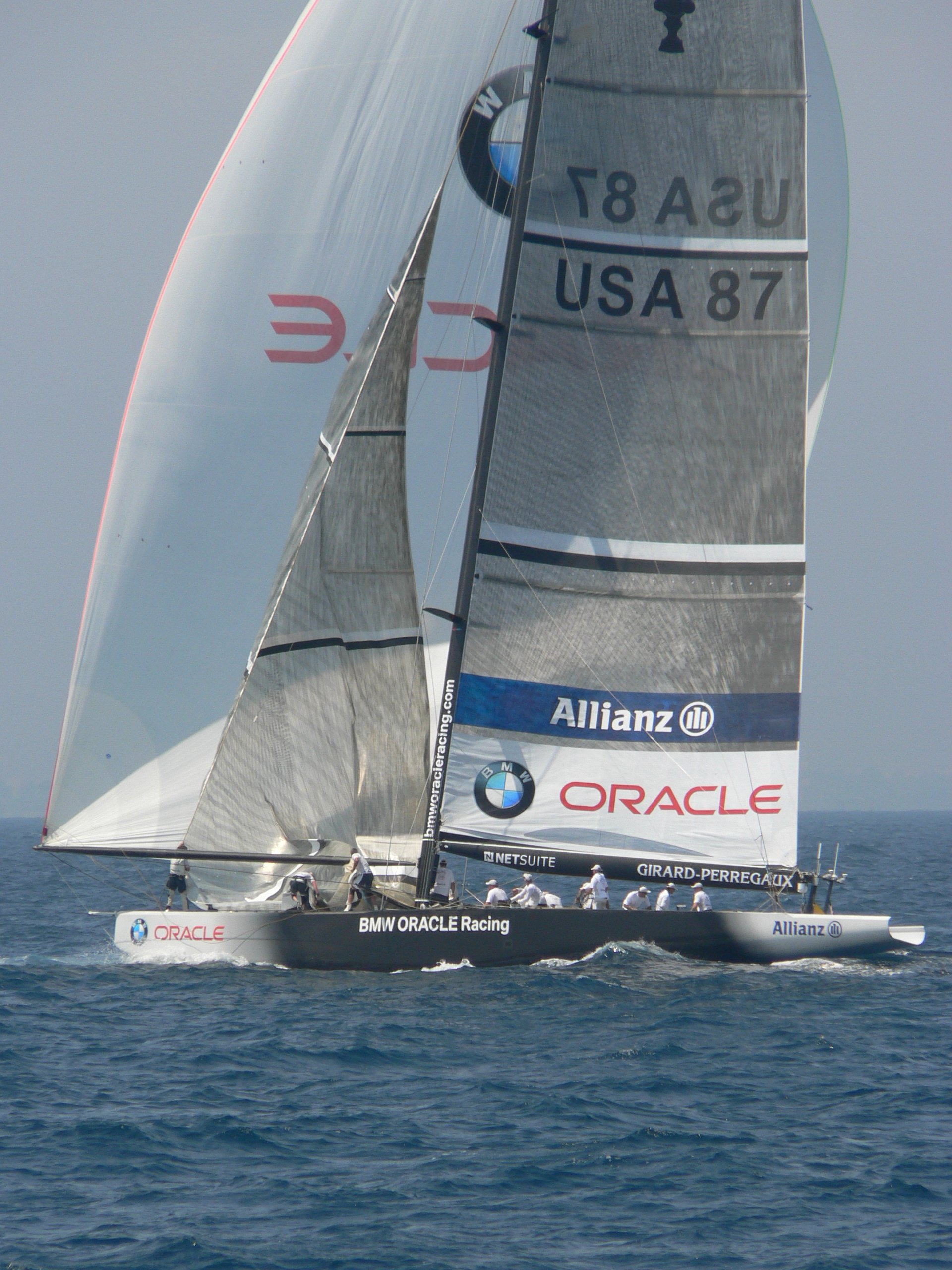
USA 87, le bateau d'entraînement de BMW Oracle Racing pour la Coupe de l'America 2007, barré par Bertrand Pacé.

Après la victoire d'Alinghi lors de la Coupe de l'America 2003, Oracle devient le challenger of record (challenger de référence) pour l'édition suivante. Il représente les intérêts des autres challengers dans l'organisation de l'épreuve avec le defender Alinghi. 
En 2004, Oracle prend le nom de Oracle BMW Racing puis BMW Oracle Racing pour souligner le rôle important joué par le constructeur automobile allemand dans le syndicat depuis 2002.
Le syndicat recrute le barreur français Bertrand Pacé comme sparring-partner de Chris Dickson, skipper de USA 98. BMW Oracle est éliminé en demi-finale de la Coupe Louis-Vuitton 2007 par les Italiens de Luna Rossa Challenge par cinq victoires à une, malgré le remplacement de Dickson par Gavin Brady à la tactique et Sten Mohr à la barre.
En juillet 2007, BMW Oracle devient à nouveau challenger of record contre Alinghi. Après une longue bataille juridique entre les deux syndicats, ils se mettent d'accord pour organiser la 33e Coupe de l'America sur des multicoques de 90 pieds à Valence, au début de l'année 2010. Larry Ellison fait appel à Russel Coutts comme PDG de l'équipe, à James Spithill comme skipper et à Franck Cammas comme consultant. La conception du trimaran USA 17 est confié à Mike Drummond et au cabinet français Van Peteghem Lauriot-Prévost, bénéficiant de l'expérience française sur les grands multicoques. Les architectes font le choix de remplacer la grand-voile par une aile rigide pivotante et réglable.

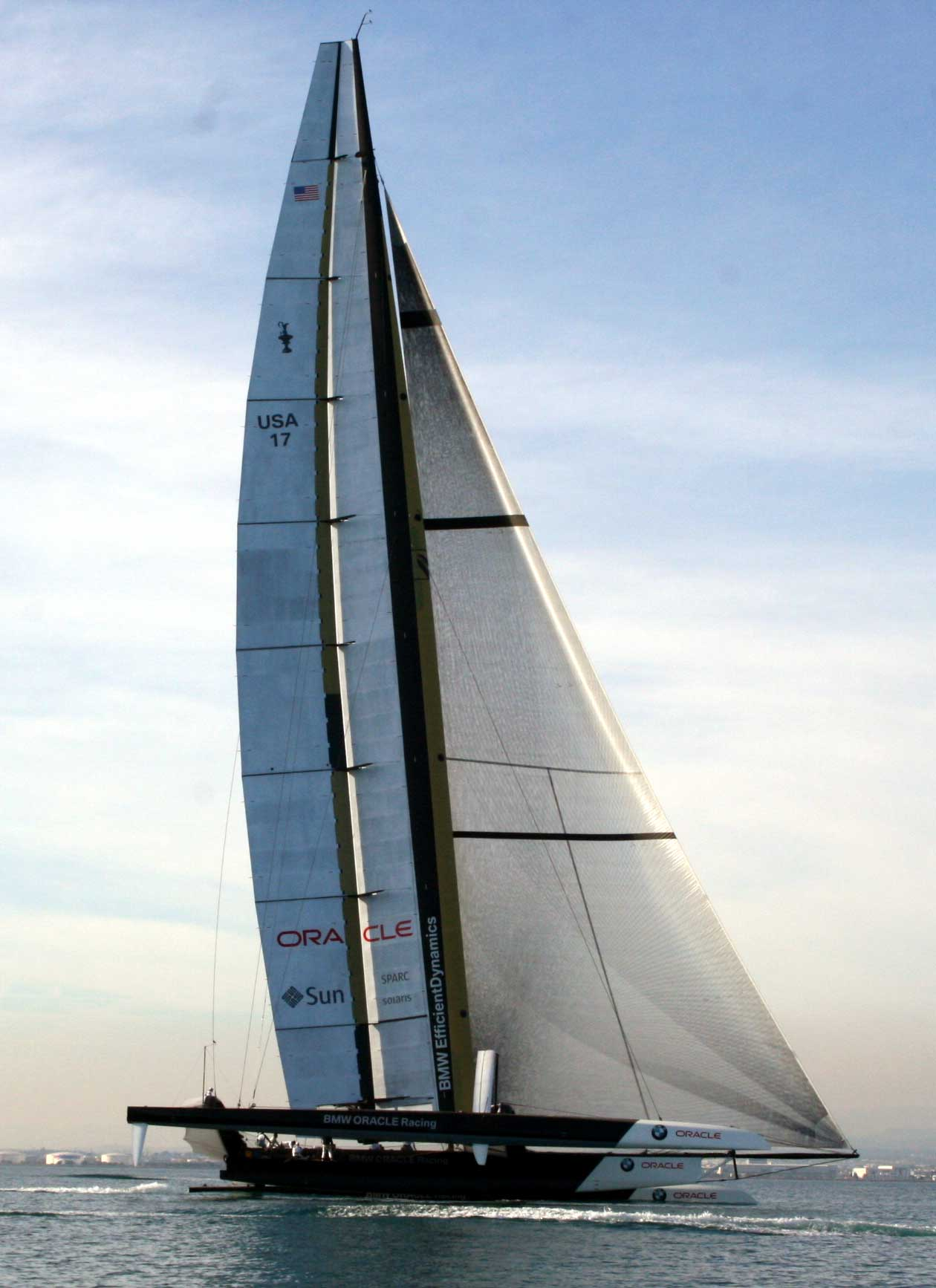
USA 17.

Le 14 février 2010, BMW Oracle gagne la Coupe de l'America en battant Alinghi 5 sur un score de 2-0. La puissance de l'aile rigide a été un avantage décisif pour BMW Oracle, selon de nombreux observateurs.
En décembre 2010, BMW se retire du partenariat, en commun accord avec Oracle, le constructeur automobile ayant atteint son objectif ultime en remportant la Coupe de l'America.
En septembre 2013, lors de la 34e Coupe de l'America, Oracle Team USA affronte le challenger Emirates Team New Zealand, vainqueur de la Coupe Louis-Vuitton. Avant même le début de la compétition, les choses commencent mal pour Oracle Team USA qui se voit infliger deux points de pénalité par un jury international. En cause : des modifications matérielles interdites effectuées sur le bateau de type AC45 utilisé lors des World Series. Les deux premières victoires ne rapportent donc pas de points à l'équipe. De plus, son adversaire Emirates Team New Zealand se montre particulièrement performant en début de compétition, jusqu'à mener 8-1 à une régate de la victoire. Mais grâce aux améliorations apportées au bateau et au sein de l'équipe, les américains remportent une spectaculaire série de huit régates d'affilée pour le gain de la coupe, sur un score final de 9-8.